# Карельское имя
Каре́льское имя — национальная модель антропонимии у карел — финно-угорского народа уральской языковой семьи. В настоящее время карелы используют в основном русские христианские имена, переиначивая их произношение по правилам своего языка, однако при этом в официальных документах используются русские «прообразы».

## Национальные формы христианских имён

### Мужские имена
| Имя                             | Русский аналог    | Финский аналог                     |
| ------------------------------- | ----------------- | ---------------------------------- |
| А́хава, Охво                     | Агафон, Гапон     | —                                  |
| Ри́йго, Ристо                    | Григорий          | Рейо, Рейко                        |
| Те́ппана                         | Степан ~ Стефан   | Тапани                             |
| О́ннёй, Онёкка                   | Андрей            | Антери, Антти                      |
| Хи́липпа, Хилиппя, Хилппа, Хилой | Филипп            | Вилппу, Хилпе                      |
| Хо́ма                            | Фома              | Туомас                             |
| Хо́дари, Хуодари, Хуоти          | Феодор (Фёдор)    | Теуво, Теукка                      |
| Хе́ду, Худула                    | Федул             | —                                  |
| Со́хрой                          | Софрон            | —                                  |
| Де́хкимя, Декки                  | Евфимий (Ефим)    | —                                  |
| Ху́охпой                         | Феофан (Фофан)    | —                                  |
| О́хвой                           | Афанасий          | —                                  |
| Па́рп[п]ой                       | Парфений, Парфён  | —                                  |
| Бла́ди                           | Владимир          | Валто                              |
| И́йбу                            | Иван              | Юхани, Юхан, Юханнес               |
| Ми́кко, Ми́хкали, Ми́ккали         | Михаил            | Микаэл, Мика, Микка, Миска         |
| Са́нтери                         | Александр         | Алексантери, Сантери, Сантту, Акки |
| Пе́кка, Пе́ша                     | Пётр              | Пиетари, Пекка                     |
| Ми́икул                          | Николай           | Ниило, Никлас                      |
| Олёша, Олёкси, Олёй             | Алексей (Олексий) | Алексис, Алекси                    |
| Васселей                        | Василий           | Паси                               |
| Тарой                           | Тарас             | —                                  |
| Сёмка                           | Семён, Симеон     | Симо                               |

### Женские имена
| Имя             | Русский аналог            | Финский аналог        |
| --------------- | ------------------------- | --------------------- |
| О́утти           | Евдокия                   | Оути, Оуте            |
| О́кку            | Акулина, Аксинья (Ксения) | Сенья (Ксения)        |
| На́той           | Наталья                   | —                     |
| О́лёй            | Ольга                     | Хелка, Ойли           |
| Ка́тти           | Екатерина                 | Катариина, Каарина    |
| А́нни, Ану, Нюра | Анна                      | Анна, Анникки, Аннели |
| Ва́сси           | Василиса                  | —                     |

## Дохристианские имена
Следы дохристианских имён частично обнаруживаются в некоторых современных фамилиях карел, например: Ле́мбоевы — от лембо («черт», «леший»); Ре́боевы — от ребо («лиса»); Мя́ммиев — от мямми («хлеб для кваса»), Ко́ппалев — от коппали («глухарка»), Ша́лгуев — от шалгу («котомка, сума»), Кю́люев — от кюлю («деревня»), Кургиев — от курги («журавль», встречается у тверских карел). 
Нередко семантика имён передаёт отношение родителей к детям, которым выбирают имена, например: То́йветту («(долго)жданный») А́йникки («единственная»), У́рхо («герой») и т. д. 
Ряд древних карельских имён встречается, в частности, в народном эпосе «Калевала»: персонажи эпических рун носят имена древних языческих богов: Калева, Вяйня ~ Вяйнямё, Илмари, Ахти, Унто и др.